# Симптом Вінтерботтома
Симптом Вінтербо́ттома (англ. Winterbottom's sign) — рання діагностична ознака при сонній хворобі (африканському трипаносомозі). Являє собою набряк лімфатичних вузлів вздовж задньої частини шиї у вигляді ланцюжка з концентрацією у так званому задньому шийному трикутнику, створеному між підпотиличними м'язами та грудинно-ключично-сосцеподібним м'язом, оскільки збудники хвороби, трипаносоми рухаються по лімфатичних судинах та спричинюють запалення в лімфатичному апараті. Однаково часто зустрічається як при гамбійському, так й при родезійському варіанті сонної хвороби.
Названо на честь шотландського лікаря Томаса Мастермана Вінтерботтома (англ. Thomas Masterman Winterbottom; роки життя 1766—1859), який вивчав хворобу у Сьєрра-Леоне.